# 暗黒への飛翔
『暗黒への飛翔』（あんこくへのひしょう、原題：Dactylis Glomerata）は、スウェーデンのヘヴィメタル・バンド、キャンドルマスが1998年に発表した6作目のスタジオ・アルバム。

## 解説
バンドの中心人物レイフ・エドリングは、キャンドルマスが一度解散した後アブストラクト・アルジェブラというバンドを率いていたが、最終的にはマイケル・アモットなどの新メンバーを迎えてキャンドルマスを再編した。
Eduardo Rivadaviaは本作の音楽性に関して「アヴァンギャルド・メタル」「過去のキャンドルマスのドゥームメタルとは殆ど似ていない」と評している。一方、『CDジャーナル』のミニ・レビューでは「最近のカテドラルやフー・マンチューにはない、ドゥーム本来の(?)醍醐味を感じる」と評されている。

## 収録曲
全曲ともレイフ・エドリング作。4. 9.はインストゥルメンタル。
1. ウィズ - "Wiz" – 4:05
2. アイ・スティル・シー・ザ・ブラック - "I Still See the Black" – 6:19
3. ダストフロウ - "Dustflow" – 9:24
4. シリンダー - "Cylinder" – 1:23
5. カルタゴ - "Karthago" – 6:38
6. アブストラクト・サン - "Abstrakt Sun" – 6:40
7. アパシー - "Apathy" – 4:07
8. リドケイン・ゴッド - "Lidocain God" – 3:31
9. モロトフ - "Molotov" – 1:31

### 日本盤ボーナス・トラック
1. コンテナー - "Container" – 3:19
2. サースト - "Thirst" – 4:50

## 参加ミュージシャン
- ビョルン・フロードヴィスト - ボーカル
- マイケル・アモット - ギター
- カール・ウェストホルム - キーボード
- レイフ・エドリング - ベース
- イーヨ・パーコヴィック - ドラムス

アディショナル・ミュージシャン
- イアン・ホーグランド（英語版） - ドラムス(on #1, #2)
- ウルフ・エデロン - ギター(on #2)
- Patrik Instedt - ギター(on #3, #6, #8)
- マンス・P・マンソン - シンセサイザー、テルミン(on #3)
- ヤン・ヘルマン - エレクトリック・アップライト・ベース(on #5)
- アダム・アクセルソン - パーカッション(on #7)